# 九十六 (南卡罗来纳州)
九十六（英文：Ninety Six），是美国南卡罗来纳州下属的一座城市。城市类型是“Town”。其面积大约为1.5平方英里（3.88平方公里）。根据2010年美国人口普查，该市有人口1,998人，人口密度约为每平方英里1,333.78人（约合每平方公里514.99人）。